# Raúl Blanco
Raul Blanco (4 de dezembro de 1941) é um treinador ex-futebolista profissional argentino-australiano, dirigiu a Seleção Australiana.

## Carreira
Blanco nasceu em Buenos Aires. Ele é conhecido por treinar os Socceroos de março de 1998 a junho de 1999. Ele também treinou o Olyroos (sub-23) ao mesmo tempo, e os treinou durante os Jogos Olímpicos de Verão de 2000. Blanco também foi contratado pelo futebol neozelandês como assistente técnico em sua bem-sucedida campanha de qualificação para a Copa do Mundo FIFA 2010 na África do Sul, enquanto treinava o Macarthur Rams.

Zagueiro, Blanco jogou pelo clube de futebol argentino Arsenal de Sarandí entre 1962 e 1966, depois imigrou para a Austrália, onde jogou pelo Prague F.C. entre 1968 e 1971 e Pan-Helênico entre 1972 e 1973.